# Vitale Rosi
Vitale Rosi (Spello, 25 giugno 1782 – Spello, 26 gennaio 1851) è stato un pedagogista e insegnante italiano.

## Biografia
Nacque a Spello, in Umbria nello Stato Pontificio, il 25 giugno 1782 in una famiglia modesta. Fu istruito presso il locale seminario San Felice, fondato dall'allora vescovo di Spoleto Maffeo Barberini nel 1611, e terminati gli studi passò all'insegnamento di grammatica e poi di retorica presso il medesimo seminario.
Nel 1818 divenne rettore del seminario, mantenendo comunque il ruolo di insegnante, e si adoperò per il trasferimento dell'istituto dai locali di palazzo Baglioni al monastero di San Giovanni, consentendo un'apertura verso i tanti ragazzi che volevano studiare senza dover intraprendere necessariamente una carriera ecclesiastica e trasformandolo quindi in un seminario-collegio; grazie a questo spostamento, la capacità del seminario passò dai circa 10-12 alunni a 80. Adottò il metodo del mutuo insegnamento di stampo lancasteriano, applicando l'interrogazione e il dialogo, insegnando attraverso la lingua materna seguendo quanto postulato dal pedagogista svizzero Grégoire Girard; introdusse l'insegnamento della lingua francese, del disegno, della storia e geografia e dell'aritmetica oltre che esercizi di ginnastica, musica e danza e creò anche una scuola di preparazione secondo i metodi di Johann Heinrich Pestalozzi.
Il suo operato come rettore del seminario-collegio non passò inosservato e ricevette apprezzamenti, oltre che dal già citato Pestalozzi, anche da Raffaello Lambruschini, Antonio Rosmini, Niccolò Tommaseo e Giovanni Antonio Rayneri. Fu inoltre in contatto con Ottavio Gigli, promotore a Roma degli asili aportiani. Nonostante gli apprezzamenti, i suoi metodi non furono universalmente apprezzati; intorno al 1827 la Santa Sede dispose la chiusura dell'istituto, evitata grazie all'intercessione del vescovo di Foligno Stanislao Lucchesi, ma Rosi dovette dimettersi dal ruolo di rettore, probabilmente per potersi sposare con Luigia Petroni, originaria di Trevi; dalla moglie ebbe tre figli: Sofia, Anna Maria e Flaminio, anch'egli insegnante divenuto sindaco di Spello. Pubblicò diverse opere pedagogiche tra cui il Manuale di scuola preparatoria (1832), Elementi di aritmetica teorica e pratica (1846) e Lessico etimologico di latinità (1857).
Il collegio, dopo le sue dimissioni, cadde in rovina fino alla chiusura nel 1832 in seguito al danneggiamento dei locali da parte del terremoto del gennaio 1832; fu sempre Rosi ad adoperarsi per la sua ricostruzione, sia attraverso il reperimento dei fondi necessari sia nella progettazione e direzione dei lavori di restauro e ricostruzione (assegnata ad un suo allievo, Luigi Incoronati), consentendo all'istituto di riaprire nel 1837. Nonostante il suo impegno per la riapertura del collegio, continuò ad essere oggetto di calunnie e diffamazione, soprattutto da parte del nuovo rettore, e nel 1844, dimessosi da ogni incarico di pubblico insegnamento, richiese la pensione di riposo.
Acclamato e apprezzato dai suoi concittadini, che lo avrebbero voluto nuovamente alla direzione dell'istituto, dopo l'elezione al soglio pontificio di Pio IX si recò a Roma presso la Congregazione degli studi per poter far approvare i suoi metodi d'insegnamento, venendo tuttavia accolto con freddezza e diffidenza. Nonostante ciò fu più volte gonfaloniere di Spello, dimettendosi nel 1849 dopo la fuga di papa Pio IX a Gaeta in seguito alla proclamazione della Repubblica Romana.
Pochi anni dopo la morte della moglie, morì anche lui a Spello il 26 gennaio 1851. Le sue ceneri sono custodite presso la chiesa del complesso in cui era ospitato il suo collegio, che gli fu poi dedicato.